# Cosmos caudatus
Cosmo caudatus é uma planta anual do gênero Cosmos. É conhecida no Brasil como amor-de-moça.